# Chabelkivka
Chabelkivka (en ukrainien : Шабельківка, en russe : Шабельковка, Chabelkovka) est une commune urbaine de l'est de l'Ukraine, dans l'oblast de Donetsk, dépendante du raïon de Kramatorsk, ainsi que de la communauté urbaine de cette même ville. Sa population s'élevait à 4267 habitants en 2019.

## Géographie
La commune se situe sur la rive nord de la rivière Maïatchka, près de sa confluence avec le Kazenny Torets, dans le bassin versant de la rivière Donets, principal affluent du fleuve Don. Elle fait face à la commune urbaine de Oleksandrivka, sur l'autre rive de la Maïatchka, et jouxte à l'ouest la commune urbaine de Iasna Poliana, dans la périphérie ouest de la ville de Kramatorsk. Elle se trouve à 86 km au nord-ouest de la ville de Donetsk.